# Juan Maluquer
Juan Maluquer de Motes Nicolau ( Barcelona, 1915 - Artesa de Segre, Lérida, 1988 ) foi um historiador e arqueólogo espanhol, especialista em Pré-história e Idade Antiga, e particularmente na civilização Tartessiana. A Espanha pré-romana era o seu mundo científico, com uma concepção universalista em relação à ciência arqueológica, para ele a Arqueologia era fazer História, o seu trabalho científico é de grande solidez, um escavador nato, com um excelente método científico nas palavras do professor José María Blázquez Martínez,  deixando 220 artigos arqueológicos e 37 monografias resultantes do seu trabalho de campo. É pai do historiador Jordi Maluquer de Motes.

## Biografia
Estudou Filosofia e Letras (ramo História) na Universidade de Barcelona entre 1931 e 1936, tendo como professor Pere_Bosch i Gimpera. Pouco depois do fim da guerra civil, em 1939, começou a trabalhar na Universidade de Barcelona, e no Museu Arqueológico de Barcelona. Ele escreveu sua tese sobre os campos de urnas. 
As suas principais escavações foram: as Escavações do Cerro del Berrueco (1958), chave para o conhecimento do Planalto na Idade do Bronze Final, o castro Castillejos de Sanchorreja. Onze campanhas em Cancho Roano, publicadas em 1987, que considerou um santuário e que é um dos monumentos mais importantes da Hispânia pré-romana. 
Em 1949 obteve a cátedra de Pré-história na Universidade de Salamanca, onde criou uma destacada escola de Arqueologia e fundou a revista Zephyrus . Em 1959 alcançou a cátedra de Arqueologia da Universidade de Barcelona, fundando e dirigindo com Lluís Pericot García a revista Pyrenae como órgão de expressão do Instituto de Arqueologia e Pré-história desta universidade em 1965. Também atuou como reitor da Faculdade de Filosofia e Letras. Em 1969, passou a ocupar a cátedra de Pré-história, que ocupou até 1985, quando foi nomeado professor emérito. Membro do Instituto Arqueológico Alemão em Berlim . 
Em 1952 assumiu o comando do Serviço de Escavações de Navarra. Estudou diferentes aspetos das culturas pré e proto-históricas de Navarra, La Rioja, Álava, Norte de Aragão, e em geral da bacia do Ebro, realizando escavações nos distritos navarros de Navascués, Urdax, Fitero e Cortes de Navarra, trabalhando no depósito hallstático deste último lugar. Estudou numerosos dólmenes na zona de Roncal e em Artajona. Entre 1959 e 1964 realizou diversas campanhas, estabelecendo a estratigrafia da gruta Berroberría em Urdax. 
Em 1956 publicou o estudo sobre a necrópole de cremação da Atalaya de Cortes em colaboração com Vázquez de Parga, que já havia realizado as escavações. A seguir, em 1957, apareceu o segundo volume monográfico com a análise e interpretação do sítio Cerro de la Cruz em Cortes, no qual foi divulgado a sua pesquisa.
A investigação sobre Tartessos foi uma das linhas de trabalho preferidas do Professor Maluquer de Motes, com especial atenção ao estudo das comunidades pré-romanas da Andaluzia e da Estremadura, especialmente Tartessianos e Ibéricos.
A convocação e desenvolvimento do V Simpósio de Protohistória Peninsular em 1968, marcou um marco importante no conhecimento e investigação de Tartessos e da Arqueologia Fenício-Púnica, embora nessa altura, ainda existissem distâncias entre as pesquisas sobre a colonização fenícia e a cultura tartessiana. Nas palavras do próprio Maluquer de Motes: “Tartessos para nós simboliza a primeira cultura urbana ocidental. O seu estudo e conhecimento é uma obrigação incontornável da nossa geração", e que resumiria dois anos depois na publicação da sua monografia Tartessos, republicada diversas vezes, e que pode ser considerada a primeira síntese sobre o tema. Acabando segundo Francisco Gracia Alonso  com a corrente determinista de Adolf Schulten (1924-1945).
Embora a sua dedicação ao campo de estudo das línguas e escritos paleo-hispânicos tenha sido secundária, vale a pena notar que ele foi o primeiro a sugerir (1968) a existência de um sistema gráfico no signatário nordeste ibérico (Levantino) que permitia a diferenciação dos silabogramas oclusivos surdos dos sonoros, por meio de uma linha acrescentada ao silabograma que representava o surdo.
Entre seus projetos de investigação destacam-se as excavacões do Alto de la Cruz (Cortes de Navarra), del Puig de Sant Andreu (Ullastret), del Molí de l’Espígol (Tornabous), de La Palma (Tortosa), Santa Bárbara (Mianes), Puente Tablas (Jaén) y Cancho Roano (Zalamea de la Serena).

## Obras
- Maluquer de Motes, Juan (1947). Las culturas hallstáticas en Cataluña.
- Maluquer de Motes, Juan (1956). Carta arqueológica de Salamanca.
- Maluquer de Motes, Juan (1954). El yacimiento hallstático de Cortes de Navarra. Pamplona: Inst. Príncipe de Viana.
- Maluquer de Motes, Juan (1970). Tartessos. La ciudad sin historia. Barcelona: Destino.
- Maluquer de Motes, Juan (1982). Catálogo provisional de los poblados ibéricos del Principado.
- Maluquer de Motes, Juan (1984). Problemática general del Hierro en Occidente.
- Maluquer de Motes, Juan (1986). Arquitectura y urbanismo ibérico en Cataluña. Barcelona.
- Maluquer de Motes, Juan (1951). Arquitectura prehistórica. Barcelona: Ed. Argos.
- Pericot, Luis / Maluquer de Motes, Juan (1958). La humanidad prehistórica.
- Maluquer de Motes, Juan (1985). La civilización de Tartesos. Granada. Talleres De Ediciones Anel. Editoriales Andaluzas Unidas, S. A.
- Maluquer de Motes, Juan. La Historia prerromana
- Maluquer, J., Balil, A., Blázquez, J. M. y Orlandis, J. (1973). Volumen 1: La Antigüedad. En V. Vázquez de Prada (dir): Historia económica y social de España.
- Maluquer de Motes, Juan (1975). «Formación y desarrollo de la cultura castreña», I Jornadas de Metodología Aplicada a las Ciencias Históricas: Prehistoria e Historia Antigua, págs. 269-284, Santiago de Compostela.
- Maluquer, J. / Aubet, Mª Eugenia (1981). Andalucía y Extremadura. Programa De Investigaciones Protohistóricas, 1. Madrid. CSIC.
- Maluquer de Motes, Juan (1954). La Edad de Hierro en la Cuenca del Ebro y la Meseta Centras española. Madrid, en IV Congreso Internacional de Ciencias Prehistóricas y Protohistóricas.
- Maluquer de Motes, Juan (1966). El impacto colonial griego y el comienzo de la vida urbana en Cataluña. Discurso leído en el Instituto de Estudios Ilerdenses, en la sesión dedicada a San Isidoro. Consejo Superior de Investigaciones Científicas. Barcelona: Gráficas Marina, 1966.
- Maluquer de Motes, Juan (1950). Exploraciones y viajes en el mundo antiguo. Barcelona: Instituto Transoceánico Ediciones S.L. 1950.
- Maluquer de Motes, Juan (1958). El Castro de los Castillejos en Sanchorreja. Estudio de las excavaciones realizadas por D. Juan Cabré, D. Joaquín María de Navascués, y D. Emilio Camps, de 1931 a 1935. Ávila-Salamanca, 1958.
- Maluquer de Motes, Juan (1981-82). El Santuario protohistórico de Zalamea de la Serena. T. I (1978-1981) y T. II (1981-1982). Madrid: CSIC. Programa de investigaciones protohistóricas 4-5.
- Maluquer de Motes, Juan (1943). El hierro. Barcelona: Seix Barral Hnos. 1943.
- Maluquer de Motes, Juan (et al.) (1954). España Prerromana. Etnología de los Pueblos de Hispania. Textos de Antonio García Bellido, Blas Taracena y Julio Caro Baroja. Madrid, Espasa - Calpe, 1954 ( Historia de España, Tomo I, Volumen III).
- Maluquer de Motes, Juan / Vázquez de Parga, Luis (1957) Excavaciones en Navarra, vol. V (1953 - 1956). Pamplona: Edit. Diputación Foral de Navarra - Institución Príncipe de Viana.
- Pericot García, Luis. Maluquer de Motes, Juan (1969) La humanidad prehistórica. Madrid. Salvat Editores. 1969. Libro RTVE, 25.
- Maluquer de Motes, Juan (1951). Investigaciones arqueológicas en el Pallars III. La cueva de Les Llenes de Eriñá (Lérida). Zaragoza: Consejo Superior de Investigaciones Científicas.
- Maluquer de Motes, Juan (1949). Investigaciones arqueológicas en el Pallars-I: la cueva de Toralla. Zaragoza, 1949. Monografías del Instituto de Estudios Pirenaicos.
- Maluquer de Motes, Juan (1951). Investigaciones arqueológicas en el Pallars. II - La cueva sepulcral del Forat Negre de Serradell (Lérida). Zaragoza, C.S.I.C. - Monografías del Instituto de Estudios Pirenaicos, 1951.
- Maluquer de Motes, Juan (1968). Epigrafía prelatina de la península ibérica. Barcelona